# Les Buts de guerre de l'Allemagne impériale
Les Buts de guerre de l'Allemagne impériale, publié en allemand sous le titre Griff nach der Weltmacht, est un ouvrage de l’historien allemand Fritz Fischer paru en 1961. Il est consacré à la stratégie politique de l'Empire allemand à la veille et au cours de la Première Guerre mondiale et à la question d'une responsabilité principalement allemande au déclenchement du conflit.
La question de la responsabilité de la guerre est une question très discutée, et Fischer développe dans son ouvrage une vision qui incrimine l'Allemagne. Il dénonce la volonté d'expansion et le caractère belliqueux de l'Allemagne à cette période. Il était à l'origine de l’une des plus grandes controverses historiques dans l’Allemagne de l’après-guerre, la controverse Fischer. L'ouvrage a renouvelé le débat, très vif sous la république de Weimar, sur la responsabilité de la guerre.

## Controverse autour de la thèse du livre
La « controverse Fischer » concerne l'ouvrage Griff nach der Weltmacht de l’historien allemand Fritz Fischer, paru en 1961, consacré à la stratégie politique de l'Empire allemand à la veille et au cours de la Première Guerre mondiale et à la question d'une responsabilité principalement allemande au déclenchement du conflit. Il est à l'origine de l’une des plus grandes controverses historiques dans l’Allemagne de l’après-guerre et a renouvelé le débat, très vif sous la république de Weimar, sur la responsabilité de la guerre.
Les débats ayant suivi la parution de cet ouvrage seront regroupés et synthétisés dans le livre Les Causes de la Première Guerre Mondiale, écrit par Jacques Droz en 1973. Entre les deux guerres mondiales, l'historiographie allemande avait pour objectif de démontrer l'innocence de l'Allemagne dans le déclenchement de la Grande Guerre, ce qui a notamment permis au Parti national-socialiste de Hitler), d'arriver au pouvoir. Cependant, même après la fin du Troisième Reich, la mémoire des responsabilités de la Première Guerre mondiale est restée inchangée. C'est pour cela que la parution de l'ouvrage de Fischer a fait tant polémique, dépassant l'environnement universitaire pour toucher une partie de la population allemande.
La controverse sur la thèse de Fischer a également eu une dimension historiographique dans le milieu universitaire allemand. À la conception traditionnelle des sciences politiques, qui voyait dans l’action d'une poignée de grands hommes l’origine des événements et des grandes décisions historiques, une nouvelle génération d’historiens opposait la dynamique des opinions publiques et des mouvements sociaux. Ce débat prélude à la « querelle des Historiens », qui s'est développée dans les années 1980 autour d’un autre épisode de l’histoire allemande.

## Thèse de Fischer
- (de) Fritz Fischer, Griff nach der Weltmacht : die Kriegszielpolitik des kaiserlichen Deutschland 1914/18, Düsseldorf, Droste, 1971 (1re éd. 1961) [détail des éditions].
  - Fritz Fischer (trad. Geneviève Migeon et Henri Thiès, préf. Jacques Droz), Les Buts de guerre de l’Allemagne impériale (1914-1918), Paris, Éditions de Trévise, 1970, 654 p. [détail des éditions].